# 라코아메노
라코아메노(이탈리아어: Lacco Ameno)는 이탈리아 캄파니아주 나폴리현 이스키아섬에 위치한 코무네다. 지명에서 라코(Lacco)는 그리스어에서 유래했으며 돌이라는 의미다.
뒤에 붙는 아메노(Ameno)는 1862년에 공식 명칭에서 더해진것이다.